# Stefano Modena
Pour les articles homonymes, voir Modena (homonymie).
Stefano Modena est un ancien pilote automobile italien né le 12 mai 1963 à Modène, en Italie. Il a notamment disputé quatre saisons de championnat du monde de Formule 1 où, en 70 Grands Prix, il a inscrit 17 points, signé deux podiums et décroché une place en première ligne sur la grille de départ.

## Biographie
Depuis ses débuts en compétition automobile, Modena a pris l'habitude de gagner. Il est champion du monde junior de karting en 1980, quatrième du championnat d'Italie de Formule 3 en 1986, vainqueur de la Coupe d'Europe de Formule 3 en 1986 et champion international de Formule 3000 dès sa première saison en 1987 (3 victoires).
Stefano Modena envisage de monter en Formule 1 au sein de l'écurie Onyx de son manager de F3000, Mike Earle, mais l'équipe n'est pas prête. Il fait alors ses débuts en Formule 1 en 1988 dans l'écurie de Walter Brun, Eurobrun Racing. Il souffre de la mauvaise ambiance régnant dans l'équipe (Brun et son associé Giampaolo Pavanello ne se supportant pas) et du budget étriqué qui ne permettra jamais de faire évoluer une monoplace mal née. 
L'espoir italien que l'on compare déjà à Ayrton Senna voit son image se ternir à l'issue de cette saison calamiteuse où son meilleur résultat est une onzième place en Hongrie. Toutefois, pour la saison 1989, il rejoint l'écurie Brabham, qui lui avait mis le pied à l'étrier en lui permettant de disputer le dernier GP de la saison 1987 en Australie.
Chez Brabham, Modena retrouve son meilleur niveau. Pendant la première partie de la saison, l'équipe est astreinte aux préqualifications : Modena réussit toujours à préqualifier sa monoplace. Malgré une BT58 très fragile, il signe une fantastique troisième place à Monaco et ses performances sont directement comparables à celles de son coéquipier Martin Brundle. Brundle claquant la porte de l'écurie, Modena devient leader lorsqu'il prolonge son contrat pour la saison 1990. La saison est décevante, Modena ne marque que deux points et signe chez Tyrrell Racing pour remplacer Jean Alesi en 1991.
La Tyrrell 020, bien que mue par le Honda V10 champion du monde, s'avère beaucoup moins efficace que sa devancière, la Tyrrell 019-Ford. Elle ne sera vraiment efficace qu'en deux occasions. À Monaco, Modena, second, parvient à contenir Patrese mais son moteur explose à la sortie du tunnel. Au Canada, Modena décroche son meilleur résultat en Formule 1 puisqu'il termine deuxième. En termes de résultats bruts, il a parfaitement rempli son contrat de « remplaçant d'Alesi » : trois points de moins mais une position de mieux au classement du championnat. Il négocie alors un contrat de premier pilote aux côtés de Mauricio Gugelmin chez Jordan Grand Prix.

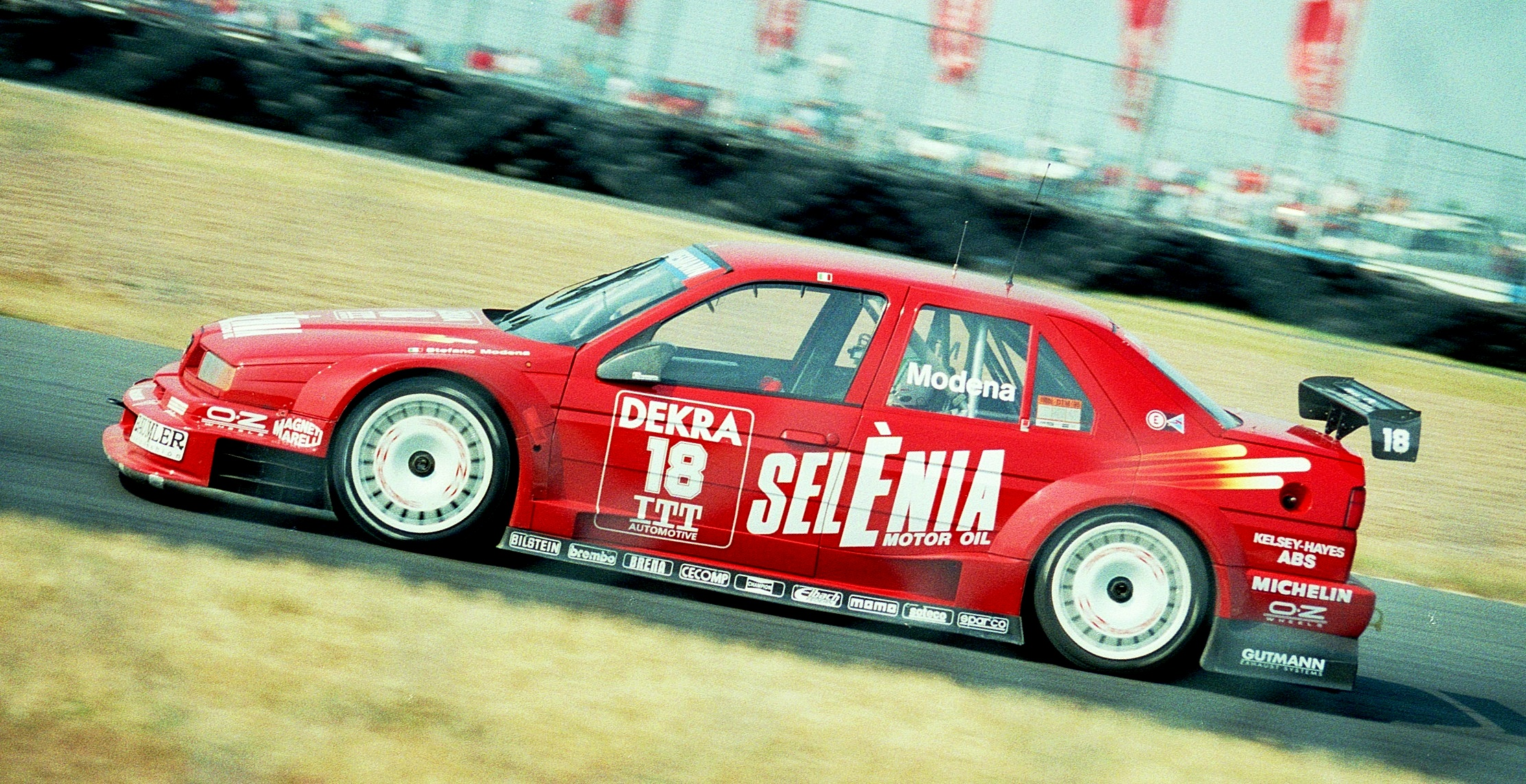
Stefano Modena à Donington en 1995 dans le cadre de l'ITCC.

La saison 1992 est la dernière de Modena en Formule 1 et la moins bonne sur le plan des résultats (si l'on ne tient pas compte de sa saison « folklorique » chez Eurobrun). Il termine dix-septième du championnat, ne parvenant qu'à marquer un seul point (et ce point était encore dans la toute dernière course de la saison, en Australie). Modena se retrouvait même quatre fois (Afrique du Sud, Espagne, Allemagne, et Italie) non-qualifié.
Il travaille actuellement chez Bridgestone à Aprilia (Italie).

## Carrière avant la Formule 1
- 1980 : Karting (champion du monde junior)
- 1985 : Championnat d'Italie de Formule 3
- 1986 : Championnat d'Italie de Formule 3 (4e du championnat)
- 1986 : Vainqueur de la Coupe d'Europe de Formule 3
- 1987 : Championnat international de Formule 3000 (Champion)

## Résultats en championnat du monde de Formule 1
| Saison | Écurie                        | Châssis   | Moteur               | Pneus    | GP disputés | Points inscrits | Classement |
| ------ | ----------------------------- | --------- | -------------------- | -------- | ----------- | --------------- | ---------- |
| 1987   | Motor Racing Developments Ltd | BT56      | BMW 4 en ligne turbo | Goodyear | 1           | 0               | n.c.       |
| 1988   | Eurobrun Racing               | ER188     | Cosworth V8          | Goodyear | 10          | 0               | n.c.       |
| 1989   | Motor Racing Developments     | BT58      | Judd V8              | Pirelli  | 15          | 4               | 16e        |
| 1990   | Motor Racing Developments     | BT58 BT59 | Judd V8              | Pirelli  | 16          | 2               | 16e        |
| 1991   | Braun Tyrrell Honda           | 020       | Honda V10            | Pirelli  | 16          | 10              | 8e         |
| 1992   | Sasol Jordan Yamaha           | 192       | Yamaha V12           | Goodyear | 12          | 1               | 17e        |